# Birgitte Possing
Birgitte Possing, född 8 maj 1952 i Kolding, Danmark, är en professor i komparativa kulturstudier samt rådgivare om privatarkiv på Rigsarkivet.

## Utbildning och karriär
Possing tog candidatus magisteriiexamen i historia och etnografi vid Århus universitet 1979 och doktorsexamen vid Köpenhamns universitet 1992. I det senare fall på en avhandling om Natalie Zahle. 
Hon har varit ledare för Kgl. Biblioteks Håndskriftafdeling, Kulturministeriets Forskningsudvalg, forskningschef for Nationalmuseet och direktör för Danmarks Humanistiske Forskningscenter. Hon har værit medlem i ett antal utskott och styrelser inom kultur och vetenskap i Danmark och andra länder, bland annat i Danmarks Grundforskningsfond.
Birgitte Possing har haft en längre karriär som ledare för olika kultur- och forskningsinstitutioner, men återvände 2005 till forskningen. Hon har gett ut 10 böcker och många artiklar om historia och kulturvetenskapliga metoder i dansk-, engelsk-, svensk-, norsk- och finskspråkiga publikationer. Hon är prisbelönt författare till flera stora och små biografier och metodiska verk om biografier. Possing är internationellt erkänd för sina teoretiska arbeten om genren och ingår i flera internationella nätverk om fältet (bland annat European Network for Theory and Practice in Biography, International Association for Auto/Biographies).

## Priser och hedersutmärkelser
- 2008 - KRAKA-prisen[3]
- 2014 - Dansk forfatterforenings facklitteraturpris[4]
- 2017 - Statens Kunstfonds arbetsstipendium[5]
- 2020 - Rosenkjærprisen[6]
- 2020 - Holbergmedaljen[7]